# バッドフォーミー
「バッドフォーミー」は、日本のバンド、Official髭男dismの楽曲である。2018年8月6日にポニーキャニオンより配信限定シングルとしてリリースされた。楽曲は、テレビ大阪・BSジャパンの 真夜中ドラマJで放送された『グッド・バイ』主題歌として使用された。

## 背景
2018年初頭に「バッドフォーミー」のデモ音源が完成し、そのデモ音源を聴いた『グッド・バイ』のドラマの監督が「この曲をぜひ」ということから、主題歌として使用されることが決まった。主題歌として選んだ理由として「めちゃくちゃピュアで純粋な気持ちなのに、それを斜めに受け止めようとしているしゃがれた感じにグッときた」「今回のドラマの主人公・田島毛と別所の2人の気持ちを歌っていると思った」としている。B/Sax楢﨑誠は「元々のデモの雰囲気とドラマの雰囲気がマッチしていた」としているが、示し合わせたわけではないとも語っている。

### リリース
2018年8月6日に配信リリースされ、同日にはショートバージョンのリリックビデオも公開された。2018年10月17日に発売されたEP『Stand By You EP』に収録され、同作を以て初CD化となった。その後、2019年10月9日に発売されたスタジオ・アルバム『Traveler』にも収録された。

## 曲の構成
サウンド面では、サックスやパーカッションが取り入れられており、楢﨑は「この曲でテナーサックスを吹いたときの快感はヤバかった。音域的にボーカルとの兼ね合いが良い」と語っている。サビ前のベースのフレーズは、楢﨑曰く「ベースの音域としては明らかにおかしい跳び方」をしており、「レコーディングでは別録りしたけど、サビにインパクトを与える重要なフレーズになっていて、気持ちよかった」と語っている。Vo/Key藤原聡は、「もしも東京スカパラダイスオーケストラのみなさんをフィーチャリングするならこういう曲がやりたい」という設定で作った曲とし、「そのイメージでデモを作っているから、ブラス・セクションがバリバリ活躍して、パーカッションが細かいフレーズを叩くのも、そういうイメージがあってのことだった」と語っている。
楽曲はボーカルから始まり、最後にAメロに戻って終わる。Aメロが3回あり、小笹大輔は「真ん中は好きに散らかせるなと思って、好きなように作ってきたら、楢ちゃんも好きに散らかしてきて、いい絡みができた」と語っている。なお、2番のフィルは何十回もテイクが重ねられている。

## チャート成績
リリース直後、ダウンロードチャート「Billboard Japan Download Songs」で83位にチャートインした
。
リリースから1年経った2019年7月28日、フルアルバム『Traveler』に本楽曲が収録されることが発表された。それを機にストリーミング再生回数が増加し、同年8月19日付の「Billboard Japan Streaming Songs」でリリースから1年経って初チャートイン。
その後も順調に成績を上げ、アルバム発売直後の10月21日付の同チャートで最高位である23位
、
総合チャート「 Hot 100」でも初チャートインを果たした。Apple Musicの「2020年トップソング100（日本）」では第84位にランクインした。
2021年9月に、RIAJからストリーミング5000万回再生（ゴールド）認定されている。

### 認定と売上
|                                | 認定 (RIAJ) | 売上/再生回数         |
| ------------------------------ | ----------- | --------------------- |
| ストリーミング                 | ゴールド    | 50,000,000 回再生以上 |
| *認定のみに基づく売上/再生回数 |             |                       |

## 収録曲
| 全作詞・作曲: 藤原聡、全編曲: Official髭男dism。 |                      |        |            |      |
| #                                                | タイトル             | 作詞   | 作曲・編曲 | 時間 |
| 1.                                               | 「バッドフォーミー」 | 藤原聡 | 藤原聡     | 3:55 |
| 合計時間:                                        | 合計時間:            | 3:55   |            |      |

## タイアップ
バッドフォーミー
テレビ大阪・BSジャパン 真夜中ドラマJ『グッド・バイ』主題歌

## 収録アルバム
『Stand By You EP』
#3 バッドフォーミー
『Traveler』
#5 バッドフォーミー